# (2781) Kleczek
(2781) Kleczek es un asteroide que forma parte del cinturón de asteroides y fue descubierto por Zdeňka Vávrová desde el Observatorio Kleť, cerca de České Budějovice, República Checa, el 19 de agosto de 1982.

## Designación y nombre
Kleczek se designó al principio como 1982 QH.
Posteriormente, en 1993, fue nombrado en honor del astrónomo checo Josip Kleczek (1923-2014).

## Características orbitales
Kleczek está situado a una distancia media de 3,15 ua del Sol, pudiendo alejarse hasta 3,732 ua y acercarse hasta 2,568 ua. Tiene una excentricidad de 0,1848 y una inclinación orbital de 2,311 grados. Emplea 2042 días en completar una órbita alrededor del Sol.

## Características físicas
La magnitud absoluta de Kleczek es 11,8 y el periodo de rotación de 7,306 horas.